# Ammodillus imbellis
Ammodillus imbellis är en gnagare i underfamiljen ökenråttor som förekommer i nordöstra Afrika. Den är enda arten i släktet Ammodillus.

## Beskrivning
Djurets päls är rödbrun på ryggen och sidorna med svarta hårspetsar. På undersidan har pälsen en vitaktig färg. Kännetecknande är vita fläckar bakom öronen och ovanpå ögonen. Svansen är något mörkare på ovansidan och vid slutet finns en yvig tofs med 8 till 10 mm långa hår. Fötternas undersida bär inga hår men den är täckt med grova hudsegment som påminner om fjäll. Kroppslängden (huvud och bål) ligger vid 8,5 till 10,5 cm och därtill kommer en 13,5 till 16 cm lång svans. Vikten är ungefär 40 till 60 gram.
Fynd av arten är bara kända från norra delen av Somalia och östra Etiopien. Habitatet vid dessa platser var torra gräsmarker, buskmarker och öknar.
Det är nästan inget känt om levnadssättet. På grund av den lätt byggda underkäken antas att födan utgörs av mjuka ämnen som frukter och insekter som har mjukt skal. Strider mellan olika individer blev observerade.
Boskapsdjur som äter för mycket gräs i artens utbredningsområde kan vara ett hot. Ammodillus imbellis är sällsynt och listas av IUCN med kunskapsbrist (DD).